# القبة (ذي السفال)

تعديل مصدري - تعديل

القبة هي إحدى قرى عزلة حبير بمديرية ذي السفال التابعة لمحافظة إب، بلغ تعداد سكانها 683 نسمة حسب تعداد اليمن لعام 2004.